# Carlo Bertolazzi
Carlo Bertolazzi (Rivolta d'Adda, 2 novembre 1870 – Milano, 2 giugno 1916) è stato un commediografo e critico teatrale italiano.

## Biografia
Nacque a Rivolta d'Adda da una famiglia di estrazione borghese, fu critico teatrale del periodico satirico umoristico Il Guerin Meschino e del quotidiano Sera.
Laureatosi in Giurisprudenza all'Università degli Studi di Pavia, per un certo periodo esercitò l'attività forense, per dedicarsi in seguito a quella notarile. Come autore drammatico esordì nel 1888 con Mamma Teresa, messo in scena con una compagnia di filodrammatici. Seguirono Trilogia di Gilda (1889) che ottenne però una cattiva accoglienza e La lezione per domani nel 1890.
Nel 1893 va in scena El nost Milan, opera in cui la protagonista viene dapprima presentata nell'ambiente popolare e successivamente si introduce nella corrotta nobiltà milanese. L'opera venne poi divisa in due parti (La povera gent e I sciòri). La gibigianna (1898) fu l'ultima opera scritta in dialetto milanese. Bertolazzi si era convinto di non poter più esprimere compiutamente le sue idee continuando nella tradizione del dialetto e scrisse i successivi lavori in italiano. Tra questi, L'egoista (1901), Lulù (1903), Lorenzo e il suo avvocato (1905) e La zitella (1915).
Bertolazzi morì a 46 anni nel 1916.
Autore verista, venne considerato nel secondo dopoguerra uno dei più apprezzati autori d'ispirazione nazional-popolare e da allora i suoi scritti furono spesso riproposti a teatro o fornirono ispirazione per pellicole cinematografiche.

## Opere
- Mamma Teresa, 1888
- Trilogia di Gilda, 1889
- La lezione per domani, 1890
- El nost Milan, 1893
- La gibigianna, 1898
- L'egoista, 1901
- Lulù, 1903
- Lorenzo e il suo avvocato, 1905
- La zitella, 1915